# Dolna Mitropolija
Dolna Mitropolija (bulharsky Долна Митрополия) je město ležící v severním Bulharsku, v Dolnodunajské nížině. Město je správním střediskem stejnojmenné obštiny a má přibližně 3 200 obyvatel. Protéká jím řeka Vit.

## Historie
Na území města se nacházejí pozůstatky několika římských osad, ale podrobné archeologické výzkumy nebyly provedeny. Největší osada se nachází západně od města na levém břehu malého potoka. Soudě podle nalezených mincí osada existovala od 1. do 4. století, kdy s největší pravděpodobností zanikla, patrně ve spojitosti příchodem Gótů v roce 376. Severně od města se na břehu řeky Vit nacházejí pozůstatky relativně menšího římského osídlení, nejspíš zemědělské usedlosti. Soudě podle nalezených mincí usedlost zanikla kolem roku 250, když Gótové vpadli poprvé přes Dunaj a pod velením krále Knivy zpustošili provincii Moesie. Kromě římských mincí z 2. a 3. století zde byla také nalezena krásná bronzová soška boha Bakcha. Pozůstatky dalšího osídlení se nacházejí východně od města, na přirozeně vysokém západním břehu původního koryta řeky Vit. Zde byly nalezeny římské hroby s pohřebními dary; nalezené mince jsou z doby Konstantina Velikého a jeho synů. K tomuto období se váže jedna z hypotéz o původu jména a odvozuje ho z latinského Mithra a polis, tedy Mithropolis – město boha Mithry, což  podporuje skutečnost, že byl uctíván mnoha římskými vojáky a nedaleko ležel tábor 5. makedonské legie, která byla jinak dislokována ve městě Oescus.
Z doby první bulharské říše je doložena nová osada, která se rozkládala v blízkosti starověkého osídlení a existovala až do 11. století. Podle nejstarších křesťanských náhrobků se původní hřbitov nalézal severně od současné základní školy. 
První zmínka o obci byla zaznamenána až po pádu Bulharska pod osmanskou nadvládu a Dolna Mitropolia se uvádí v dokumentu z roku 1496. V tureckých dokumentech se nazývá Netropol, nebo Netropoliya. Oblast byla několikrát vypleněna – jednak  letech 1515 až 1516, jednak v roce 1683, kdy se vzbouřila ustupující vojska po porážce u Vídně vydrancovala okolí Plevenu. Na pomoc proti postupujícím Habsburkům povolal v roce 1689 sultán na pomoc krymského chána Selima Gireje. Během jeho tažení bylo okolí Plevenu bezprecedentně vypleněno a stejná situace se opakovala při tažení Tatarů zpět. Koncem 18. století byla oblast vystavena nájezdům krdžalijů, kteří se usídlili v Plevenu. Začátkem 19. století  za války obsadil město v říjnu roku 1810 generálmajor Michail Semjonovič Voroncov, přičemž by doprovázen Bulhary, kteří odtud nedávno emigrovali. Připojilo se k němu mnoho místních Bulharů, nicméně Dolna Mitropolija a ostatní vzpurné vesnice byly následně vystaveny nájezdu arabských a arnautských band. Po krymské válce sem osmanská vláda v letech 1855 – 1864 usídlovala Čerkesy, které Rusové vyhnali ze západního Kavkazu. V roce 1860 zde žilo asi 650 obyvatel; probíhala tu intenzivní obchodní činnost, která přímo souvisela s nedalekým plevenským trhem s obilovinami. Obec byla v průběhu rusko-turecké války přímo součástí obléhání Plevenu. Nejvýznamnější střetnutí zde proběhlo na jeho konci, kdy se turecká vojska pod vedením Osmana paši pokusila 10. prosince 1877 prorazit obklíčení. Turci překonali první linii chráněnou 9. sibiřským plukem a částečně prolomili i druhou linii s 10. maloruským plukem. Teprve posila 12. astrachaňského, 11. fanagorského, 18. volgdského a 17. archangelskégo pluku, které ze zálohy dislokované v Dolné Mitropoliji převelel generál Ivan Ganěckij, obrátila Turky na ústup.
Následně se obec stala součástí Bulharského knížectví. V roce 1885 tu byla postavena první školní budova se dvěma učebnami, chodbou a malou kanceláří. Dne 15. března 1919 byla zaregistrována zdejší společnost na chov koní Černoglavka. V letech 1921/1922 bylo v Dolné Mitropoliji otevřeno nižší gymnázium a v roce 1930 byla v centru obce postavena zcela nová školní budova se šesti učebnami. Důležité místo v historii města zaujímá výrobní družstvo Bălgarska zachar, jehož cukrovar byl uveden do provozu 30. června 1930. Družstvo mělo vlastní elektrárnu v nedaleké vsi Kojnare a v roce 1942 zahájilo rafinaci ropy, čím vytvořilo základ dnešní ropné rafinerie. V roce 1948 se na zdejší letiště přestěhovala Vyšší vojenská letecká škola Georgi Benkovski; koncem padesátých let byla škola reorganizována na vyšší letectví. V roce 1970 byla dokončena výstavba současné budovy základní školy. Na začátku školního roku 1990 bylo místní učiliště Vasil Aprilov přeměněno na střední školou s pokročilým studiem cizích jazyků se zaměřením na cestovní ruch. 1. září 2002 se letecká škola Georgi Benkovski stala leteckou fakultou Národní vojenské univerzity. Na území vojenské školy se nachází letecké muzeum. 

## Obyvatelstvo
Ve městě žije 3 194 obyvatel a je zde trvale hlášeno 3 372 obyvatel. Podle sčítání 1. února 2011 bylo národnostní složení následující:
- Bulhaři: 2 269 (93.1 %)
- Romové: 76 (3.1 %)
- Turci: 70 (2.9 %)
- ostatní: 21 (0.9 %)